# Provincia Cauquenes
Cauquenes (Provincia de Cauquenes) este o provincie din regiunea Maule, Chile, cu o populație de 54.145 locuitori (2012) și o suprafață de 3027,2 km2.